# あの時キミは
あの時キミは（あのときキミは）はアール・エフ・ラジオ日本で月曜20:00～21:00に放送されている番組である。

## 番組内容
毎週、男性と女性のアーティストを一人ずつ取り上げて曲をかける。曲と曲の合間は曲の歌詞を読んだりする。
番組前半が男性アーティスト、後半が女性アーティストである。ただし、2008年3月は1日・8日・15日と、「思い出のあの頃」と題し、女性・男性・グループサウンズの特集をした。
| スタブアイコン | サブスタブ | この項目は、まだ閲覧者の調べものの参照としては役立たない、ラジオ番組に関連した書きかけの項目です。この項目を加筆・訂正などしてくださる協力者を求めています（P:ラジオ/PJ:放送番組）。 |